# (8805) Пётрпетров
(8805) Пётрпетров (лат. Petrpetrov) — типичный астероид главного пояса, открыт 22 октября 1981 года советским астрономом Николаем Черных в Крымской астрофизической обсерватории и 9 августа 2006 года назван в честь астронома КрАО Петра Петрова.

## Обнаружение и именование
(8805) Пётрпетров
Открыт 22 октября 1981 года в Крымской астрофизической обсерватории Н. С. Черных.
Пётр Петрович Петров (р. 1945) — ведущий сотрудник Крымской астрофизической обсерватории. Широко известен своими работами по переменности молодых звёзд, имеющих солнечную массу. Исследовал магнитную и аккреционную активность звёзд типа T Тельца и разработал концепцию магнитной активности молодых звёзд.
Оригинальный текст (англ.)8805 Petrpetrov
Discovered 1981 Oct. 22 by N. S. Chernykh at the Crimean Astrophysical Observatory.
Petr Petrovich Petrov (b. 1945), a leading scientist at the Crimean Astrophysical Observatory, is widely known for his work on the variability of young stars having solar mass. He investigated magnetic and accretive activity in T Tauri stars and developed a concept for the magnetic activity of young stars.
Источники: REF: 20060809/MPCPages.arc; M.P.C. 57423.

## Орбита

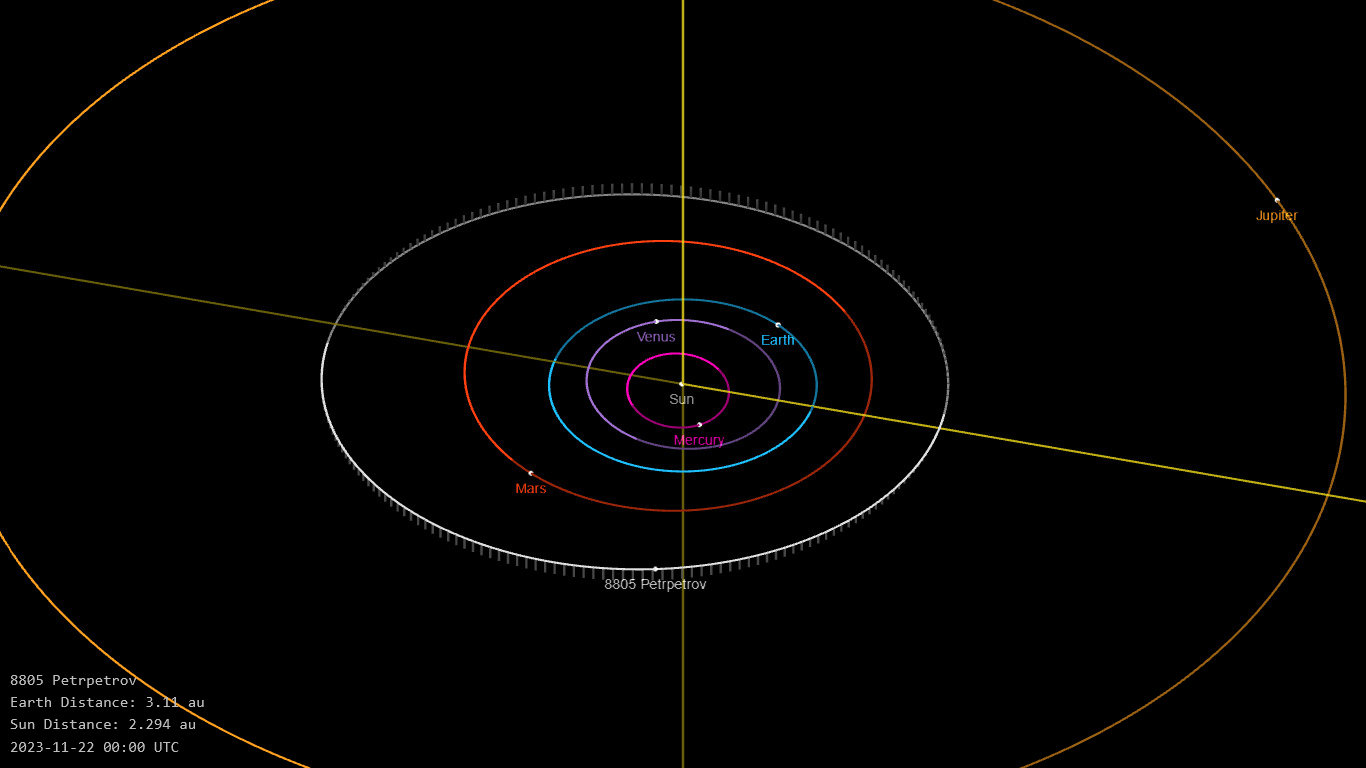
Орбита астероида Пётрпетров и его положение в Солнечной системе

## Физические характеристики
Астероид относится к таксономическому классу S.
По результатам наблюдений системы телескопов панорамного обзора и быстрого реагирования Pan-STARRS и наблюдений системы последнего оповещения о столкновении астероида с Землей Asteroid Terrestrial-impact Last Alert System абсолютная звёздная величина астероида сначала оценивалась равной 14,64±0,24m, позже — 14,24±0,057m и 14,63±0,108m.